# Metal Gear Solid
Metal Gear Solid (メタルギアソリッド Metaru Gia Soriddo, ofte forkortet MGS) er et stealth-actionspil, skrevet og instrueret af japanske Hideo Kojima. Det er udviklet af Konami og først udgivet i 1998 til Sonys PlayStation. Det er en fortsættelse til Kojimas tidligere MSX2 computerspil, Metal Gear og Metal Gear 2: Solid Snake. Spillet benyttede mange cutscenes (film) der benyttede spillets grafik samt motor såvel som stemmeskuespil til de mange codec-sekvenser.
Metal Gear Solid følger Solid Snake, en elitesoldat der infiltrerer et atomvåben afviklingscenter for at eliminere terrorist-truslen af FOXHOUND, en specialstyrker enhed. Snake skal frigøre to gidsler, DARPA chefen samt præsidenten af en stor våben fabrikant, konfrontere terroristerne og stoppe dem fra at affyre eventuelle atomvåben.
Metal Gear Solid blev modtaget utroligt godt, med over 6 millioner kopier solgt og en gennemsnits karakter på 94 ud af 100 ifølge Metacritic. Spillet bliver set af mange anmeldere som et af de bedste og mest vigtige spil nogensinde, og ofte nævnt som spillet der gjorde stealth genren populær. På grund af spillets kommercielle succes, blev en udvidet udgave senere udgivet til PlayStation og PC, med titlen Metal Gear Solid: Integral; samt et remake, Metal Gear Solid: Twin Snakes der blev udgivet til Nintendos Gamecube. Spillets succes har også lagt grund til mange fortsættelser, forgængere og spin-offs der inkluderer utallige spil, et radiodrama, tegneserier og noveller.

## Gameplay
Selvom serien havde en overgang fra 2D til 3D har spillet beholdt mange elementer fra dets forgænger Metal Gear 2: Solid Snake. Spilleren styre hovedpersonen, Solid Snake, igennem spillets områder uden at skulle blive opdaget af fjenderne. Spilleren bliver opdaget ved at gå ind i en eventuel fjendes synsfelt, der sætter en alarm i gang som tiltrækker flere fjender til området. Dette starter den såkaldte "alarm mode", hvor spilleren skal gemme sig fra fjenderne indtil "evasion mode" begynder, hvor et ur taller ned til nul. Når uret rammer nul begynder "infiltration mode" hvor fjender ikke kender til Snakes tilstedeværelse. Radaren kan ikke benyttes under "alarm mode" og "evasion mode".
For at holde sig skjult, kan spilleren benytte nogle af snakes teknologier og bevægelser samt miljøet som f.eks. kravle ind under objekter, benytte kasser som skjul, dukke eller gemme sig bag vægge samt benytte lyde til at distrahere fjender. Spillet ses i et trejdepersons kamera, der ofte skifter vinkler for at give spilleren det absolut bedste syn over området, samt en on-screen radar der viser fjender samt deres synsfelt. Snake kan også benytte mange elementer og gadgets såsom infrarødkikkerter eller en papkasse til skjul. Vægten på stealth fremmer en mindre voldelig form for gameplay, da en kamp imod en stor gruppe af fjender ofte resultere i døden eller stor skade på spilleren.

Spillets fremskridt fortælles igennem cutscenes og codec-sekvenser såvel som møder med "computerspilsbosser". For at gøre fremskridt, må spilleren opdage hver af bossernes svagheder for at eliminere dem. Spilindstillinger samt taktikker kan også fås igennem spillerens codec, hvor snake får råd fra hans hold af supportere; f.eks. kan en fra holdet fortælle Snake at der ikke bliver gemt ofte nok, nogle gange kan en fra supportholdet fortælle hvordan man bekæmper eventuelle fjender og hvilke knapper der skal trykkes på. Spillerens codec benyttes også til at forklare spillets baggrundshistorie. Når spilleren har gennemført spillet vil han/hun få en oversigt over statistikker af deres færdigheder samt modtage et kodenavn der ofte er baseret på et dyr.
Som det første i serien, er der inkluderet en træningsdel i spillet kaldt "VR-mode", hvor spillere kan øve sig i gemmetekniker, våben og lære at snige sig. Udover stealthelementet, er der setpieces i spillet hvor spilleren er i hårde ildkampe både i tredjepersons-kamera men også i første-persons-kamera.

## Plot
Hovedpersonen i Metal Gear Solid serien er den berømte elitesoldat og sabotør Solid Snake, med stemme af David Hayter. I følge spillets karakter designer Yoji Shinkawa var Snakes fysik i Metal Gear Solid baseret på Jean-Claude Van Dammes, imens hans ansigts karakterer var baseret på Christopher Walken. Igennem missionen, modtager Snake råd og vejledning via sin codec radio. Oberst Roy Campbell, Solid Snakes tidligere øverstkommanderende, støtter Snake med råd og taktikker. Selvom han holder en del information skjult, afsløre han dem dog gradvist. Han samarbejder med Naomi Hunter der giver medicinske råd; Nastasha Romanenko der giver råd til ting og våben; Master Miller, en tidligere felt instruktør og overlevelsesekspert; og Mei Ling der opfandt radaren benyttet til missionen og samtidig holder styr på militær-dokumentation. Spilleren kan ringe til hende hvis han/hun ønsker at gemme sit spil.
Spillets hovedskurk er Liquid Snake, leder af en terrorist-celle der stammer fra FOXHOUND og er et genetisk modstykke til Solid Snake. Specialstyrker enheden FOXHOUND har specialister i utallige emner. Medlemmerne er Revolver Ocelot, en western-stil revolvermand og forhørsleder hvis favorit våben er en Colt Single Action Army; Sniper Wolf, en overnaturlig finskytte; Vulcan Raven, en troende shaman der benytter en M61 Vulcan skaffet fra et nedskudt F-16 fly; Psycho Mantis, ekspert i profilering i psykologi samt psykokinese; og Decoy Octopus, en mester i forklædning.
Af andre karakterer kan blandt andre nævnes Meryl Silverburgh, oberst Campbells niece og rekrut der ikke er en del af oprøret. Dr. Hal Emmerich, hoved udvikleren af Metal Gear REX; og "ninjaen", en mystisk kybernetiksk halv-menneske der hverken er en fjende eller ven men dog imod FOXHOUND.

### Historien
Historien foregår i 2005, 6 år efter Metal Gear 2: Solid Snake. En genetisk forbedret næste-generations specialstyrkerenhed kommanderet af FOXHOUND, starter et væbnet oprør på en af Alaskas fjerntliggende øer Fox Islands. Denne ø der bærer kodenavnet Shadow Moses, er stedet hvor et atomvåbensafviklingscenter holder til. Enheden der overtog centeret, har taget kontrol over et atom-bevæbnet mecha, Metal Gear REX, og truer den amerikanske regering med eventuel atomødelæggelser hvis ikke de videregiver den legendariske Big Boss lig indenfor 24 timer.
Solid Snake bliver tvunget ud af sin pension, og bliver udvalgt til missionen med Roy Campbells anbefaling til at tilintetgøre terroristerne og neutraliserer truslen. Snake bliver beordret til at finde gidslerne, DARPA-chefen Donald Anderson og ArmsTech-præsidenten Kenneth Baker. Oberst Campbells datter, Meryl, på det tidspunkt kendt som Campbells niece, er også på øen under terroristernes varetægt. Snake kommer ind i afviklingscenteret igennem en luftskakt og finder efter kort tid DARPA-chefen, der informerer Snake om at bygningen huser Metal Gear REX og at der findes en slags annullerings-nøgle. Han dør pludseligt af et hjertestop. Meryl der opholder sig i nabo-cellen, lykkedes at komme fri fra fangeskab og hjælpe Snake med at bekæmpe fjendtlige soldater, da de lærer om Snakes tilstedeværelse. Snake finder her efter det andet gidsel, Kenneth Baker. Imens han forsøger at befrie Baker, bliver Snake konfronteret af Revolver Ocelotl der udfordrer Snake til en pistolduel der dog senere bliver afbrudt af en mystisk cyborg-ninja, der skærer den højre hånd af Ocelot. Baker briefer Snake om Metal Gear-projektet og anbefaler ham, at han kontakter meryl, hende som gav ham et PAL-kort der kan afbryde en eventuel opstart af Metal Gear, men ligesom DARPA-chefen, dør Baker også af et pludseligt hjertestop.
Snake kontakter herefter Meryl via sit codec-udstyr, og aftaler at mødes i basens bortskaffelsesområde for atomvåben på den betingelse, at han kontakter hoveddesigneren bag Metal Gear REX, Dr. Hal 'Otacon' Emmerich. Da Snake kommer ud i en kløft, modtager Snake et anonymt opkald over sit codec. Den anonyme kalder sig selv "Deepthroat", og advarer Snake mod et tank-bagholdsangreb længere fremme. Snake bliver konfronteret af Vulcan Raven i hans M1 Tank, men det lykkedes at eliminere dens to artillerister og han fortsætter derefter til afviklingscenterets bortskaffelsesområde. Snake finder Otacon i hans laboratorium. Ninjaen viser sig igen, og det går op for Snake at ninjaen er en tidligere afgået ven, Gray Fox. Otacon accepterer snævert at hjælpe Snake, med benyttelse af hans specialle camouflage til at skaffe forsyninger og information imens han er usynlig. Snake mødes med Meryl og accepterer at hun hjælper ham med hans mission. Meryl giver det PAL-kort Baker gav til hende tidligere til Snake, imens de er på vej til den underjordiske base. Meryls tanker og kontrol af hendes krop bliver dog overtaget af Psycho Mantis pga. hans hjernekontrolsmusik, hun trækker herefter sin pistol og peger den mod Snake. Det lykkedes Snake at få styr på Meryl, og bekæmpe Psycho Mantis, der fortæller Snake inden han dør at han opdagede at han har et "stort plads" i hendes hjerte. Da de kommer til en passage op mod den underjordiske bunker, bliver de angrebet af Sniper Wolf, der skader Meryl og efter en kort kamp, tager Snake til fange.
Imens Snake er tilfangetaget, bekræfter Liquid, Snakes teori om at de er tvillingebrødre. Snake bliver herefter tortureret af Ocelot, og spilleren kan vælge at give op for torturen eller fortætte kampen for Meryls liv. Da Snake bliver båret ud til sin fængselscelle, opdager han liget af DARPA-chefen Donald Anderson liggende i hjørnet af cellen, han opdager ligeledes at hans blod er drænet, og at kroppen har været i forrådnelse i flere dage. Efter et kort ophold i fængslet, lykkedes det Snake at flygte.
Imens Snake begiver sig op af facilitetens kommunikationstårn, bliver han overfaldet af Liquid i sin Hind-D-helikopter, men det lykkedes Snake at besejre ham. Efter han er kommet ned fra tårnet og ud på de sneede sletter, bliver han endnu en gang konfronteret af Sniper Wolf. Denne gang vinder Snake, hvilket vækker stærke følelser i Otacon der var forelsket i hende, men som dog stadig vælger at støtte Snake.
Snake fortsætter mod hangaren hvor Metal Gear REX befinder sig, alt imens Vulcan Raven ligger på lur i mellemvejen. Pga. hans shamanske kræfter, kan han læse Snakes baggrund og fortæller ham at han er en klon og stammer fra "en anden verden". Snake og Raven ender med at kæmpe i et fryselager, hvilket resulterer i Ravens død. Inden han dør, fortæller Raven Snake, at manden han så dø foran ham ikke var DARPA-chefen men Decoy Octupus, et medlem af FOXHOUND. Raven forlader verdenen med en kryptisk besked om Snakes fremtid, før Raven bliver spist af ravne.
Imens Snake infiltrerer hangaren overhører han Liquid og Ocelot der forbereder sig på aktiveringen af Metal Gear REX. Snake der tror han deaktiverer Metal Gear REX med sit PAL Kort, opdager at han rent faktisk aktiverer den. Liquid afslører herefter sit sande jeg, og viser hvordan han havde udklædt sig som Master Miller allerede fra starten af operationen. Liquid informerer ham om, at hele missionen var manipuleret af oprørende til at starte selve atomvåbnene. Liquid uddyber, at han og Snake var en del af Les Enfants Terribles-projektet, et projekt udført af den amerikanske regering i et forsøg på at lave kloner af Big Boss' gener udført i 1970'erne. Liquid forklarer at Snake modtog alle af Big Boss' dominerende gener, imens han selv fik de dårlige. Han afslører også Snake den egentlige plan bag hele missionen: den omprogrammerede FoxDie virus skulle dræbe alle FOXHOUND medlemmer, der skulle gøre det muligt for regeringen at hente REX ubeskadiget.
Liquid tager kontrol over Metal Gear REX og starter en ny kamp mod Snake. Gray Fox dukker pludseligt op og beskadiger REXs radar, men dør i sit forsøg på at aflede Liquid så Snake kan dræbe ham. Snake destruerer Metal Gear REX og udfordres igen til kamp af Liqud, denne gang mand til mand. Han slås med Liquid på toppen af REX og besejrer ham ved at kaste ham ned fra toppen. Her bliver han genforenet med enten Otacon eller Meryl, baseret på spillerens valg under torturen i fængslet. De undslipper ud af en underjordisk tunnel imens de bliver efterfulgt af Liquid, i en jeep. Efter de to fartøjer støder sammen for enden af tunnelen, hopper Liquid ud af den ødelagte Jeep og peger sit våben mod Snake, men dør pludseligt af FoxDie-virussen. Oberst Campbell der er midlertidig afsat af missionen, annullerer et atomangreb mod øen, der var et forsøg på at eliminere alle beviser samt Snake, så regeringen aldrig skulle bruge tid på at holde øje med ham i fremtiden.
Efter rulleteksterne bliver det afsløret at Snake havde de dårlige gener imens Liquid havde de dominerende. Snake menes at have en ubestemt tid inden han også selv vil dø af FoxDie. Ocelot bliver afsløret til at være Præsidenten af de forenede staters dobbeltagent. Hans intentioner var at skaffe Bakers disk der indeholdte Metal Gear REX's specifikationer, og dræbe alle der kendte til den virkelige hemmelighed, en af grundende til hans "uheldige" drab af DARPA-chefen.

## Karakterer
| Metal Gear karakterer | Japanske stemmer | Engelske stemmer (kaldenavn i parentes)  |
| --------------------- | ---------------- | ---------------------------------------- |
| Solid Snake           | Akio Ōtsuka      | David Hayter (Sean Barker)               |
| Liquid Snake          | Banjo Ginga      | Cam Clarke (James Flinders)              |
| Meryl Silverburgh     | Kyoko Terase     | Debi Mae West (Mae Zadler)               |
| Naomi Hunter          | Hiromi Tsuru     | Jennifer Hale (Carren Learning)          |
| Hal "Otacon" Emmerich | Hideyuki Tanaka  | Christopher Randolph (Christopher Fritz) |
| Roy Campbell          | Takeshi Aono     | Paul Eiding (Paul Otis)                  |
| Mei Ling              | Houko Kuwashima  | Kim Mai Guest (Kim Nguyen)               |
| Gray Fox              | Kaneto Shiozawa  | Greg Eagles (George Byrd)                |
| Nastasha Romanenko    | Eiko Yamada      | Renee Raudman (Renee Collette)           |
| Revolver Ocelot       | Koji Totani      | Patric Zimmerman (Patric Laine)          |
| Vulcan Raven          | Yukitoshi Hori   | Peter Lurie (Chuck Farley)               |
| Psycho Mantis         | Kazuyuki Sogabe  | Doug Stone                               |
| Sniper Wolf           | Naoko Nakamura   | Tasia Valenza (Julie Monroe)             |
| Donald Anderson       | Masaharu Sato    | Greg Eagles (George Byrd)                |
| Kenneth Baker         | Yuzuru Fujimoto  | Allan Lurie (Bert Stewart)               |
| Jim Houseman          | Tomohisa Asō     | William Bassett (Fredrick Bloggs)        |
| Johnny Sasaki         | Naoki Imamura    | Dean Scofield (Dino Schofield)           |

## Udvikling
Kojima planlagde for første gang det tredje Metal Gear spil i 1994, hvilket skulle bære titlen "Metal Gear 3", og skulle udgives til 3DO Interactive Multiplayer 1994. Koncepts artwork af illustratoren Yoji Shinkawa, af Solid Snake og Meryl Silverburgh der også var karakterer i adventurespillet Policenauts, samt flere FOXHOUND medlemmer, blev inkluderet med Policenauts: Pilot Disk foregående dets fulde 3DO udgivelse i 1995. Dog pga. den faldende støtte af 3DO, skiftede udviklingen af spillet over til PlayStation systemet kort efter dets udgivelse.
Kojima ændrede navnet på spillet til Metal Gear Solid og valgte det frem for arbejdstitlen Metal Gear 3. Dette gjorde han da han mente at de to første spil til 3DO nok ikke var udbredt kendte. Han benyttede ordet "solid" der skulle stå for at spillet var det tredje i serien og fordi det benytter 3-D-computergrafik. Fortsættelser til spillet bære også navnet Metal Gear Solid der efterfølges af et tal.
Udviklingen af Metal Gear Solid startede i midt-1995 med den idé at skabe "det bedste PlayStation spil nogensinde". Udviklerne fokuserede på realisme og nøjagtighed samtidig med at lave spillet underholdende og intenst. I det tidlige stadie af udviklingen, lærte holdet om våben, fartøjer og sprængstoffer af Huntington Beach SWAT enhed. Våben eksperten Motosada Mori blev også valgt som teknisk rådgiver til forskningen der inkludere besøg til Fort Irwin samt skydelektioner ved Stembridge Gun Rentals. Kojima udtalte at hvis "spilleren ikke snydes til at tro at verdenen er rigtig, er der ingen pointe i at lave spillet". For at fuldføre denne idé var justeringer lavet til alle detaljer såsom individuelle designede skriveborde.
Hideo Kojima skabte Metal Gear Solids karakterer. Ændringer og mekanik af Yoji Shinkawa. Karakterne blev fuld ud lavet af polygon artister der benyttede børste-tegninger samt lermodeller lavet af Shinkawa. Kojima ønskede større interaktion med objekter og miljøet, såsom at lade spilleren gemme lig i f.eks. et lagerbygning. Udover dette, ønskede han et "fuld orkester ved siden af spilleren"; et system der lavede ændringer til tempo og teksturen til det igangværende musiknummer, uden at skifte til et helt andet forudindspillet nummer. Selvom disse funktioner ikke kunne opnås, blev de benyttet i Metal Gear Solid 2: Sons of Liberty.
Metal Gear Solid blev for første gang vist frem ved E3 1997 med en kort film. Det kunne senere spilles for første gang ved Tokyo Game Show 1998 og blev efterfølgende udgivet i Japan det samme år med en omfattende reklame kampagne. Fjernsyn og tidsskrifts reklamer, butiks-prøver samt demoer løb op på et samlet udgift af ca. 8 millioner dollars. Cirka 12 millioner kopier af demoen blev udviklet og udgivet i 1998.

### Musik
Metal Gear Solids musik blev sammensat af musikere fra Konami, såsom Kazuki Muraoka, der også arbejdede på Metal Gear. Komponist og tekstforfatter Rika Muranaka udgav en sang kaldt "The Best is Yet To Come" til spillets rulletekster. Sangen er sunget på irsk af Aoife Ní Fhearraigh. Hovedtemaet var sammensat af TAPPY (岩瀬 立飛 Iwase Tappi) fra Konami Kukeiha Club og blev også brugt i Ape Escape 3.
Musik spillet inde i spillet har en syntetisk klang i et hurtigt tempo og introducere strenge under anspændte momenter, med et loopende stil endemiske til computerspil. Musik med store orkestre og kor elementer er at finde i spillets cutscener. Soundtracket blev udgivet 23. september 1998 af King Records.

## Udgivelses historie
Den engelske version af Metal Gear Solid oversat af Jeremy Blaustein der oversatte Sega CD versionen af Snatcher, indeholder små forbedringer som at kunne vælge sværhedsgrad samt et Tuxedo outfit til Snake, og et "demo-theater" hvor spilleren kan se cutscenes og radio samtaler.
Versioner af spillet oversat til spansk, tysk, fransk og italiensk blev udgivet i Europa udover den engelske udgave der blev solgt i Amerika. En special udgave blev solgt i Japan og asien der indeholdte spillet, en t-shirt, dog tags, en musik CD der indeholdte musik fra MSX2 spillene og en bog med informationer omkring spillets produktion og plot. En europæisk version af pakken blev også lavet der dog indeholdte andre ting.
Den Japanske version af Metal Gear Solid, såvel som Integral, er blevet udgivet to gange: en gang som en PSone "The Best" titel og en anden gang som igennem en PSone Books titel. De amerikanske og europæiske udgaver er også solgt igen i "Greatest Hits" og "Platinum" pakker. Spillet er inkluderet i det japanske Metal Gear Solid: 20th Anniversary Collection sæt og i det amerikanske Essential Collection sæt. Det originale Metal Gear Solid blev solgt igennem PlayStation Store til både PlayStation 3 og PlayStation Portable fra 2008 i japan og fra 2009 i Nord Amerika og Europa.

### Integral og VR Missions
Udgivet 25. juni 1999 til den japanske PlayStation, Metal Gear: Integral er en udvidet version af det originale spil baseret på den amerikanske oversat version. De originale japanske stemmer er udskiftet med de engelske, mens det er muligt at vælge imellem japanske og engelske undertekster ligeledes er der en ekstra disk med Virtual Reality trænings missioner navngivet "VR Disc". En alternativ "sneaking suit" til Meryl er tilføjet til spillet for at komplementere Snakes tuxedo og den rød-farvede ninja, en "very-easy" sværhedsgrad er også tilføjet hvor spilleren starter med en MP5 maskinpistol med uendelig ammunation, nye Codec frekvenser med kommentarer fra udviklerne samt skjult musik, et såkaldt "First-Person mode", alternative patruljerings ruter for fjenderne, samt et minispil der skal downloades til PocketStation.
"VR Disc" har over 300 missioner der udfordrer spillerens snige og kæmpe evner, samt mindre konventionelle tests såsom mordgåder, kampe imod gigantiske soldater, og tre missioner hvor spilleren styre "Cyborg Ninja". Disken indeholder også trailers til Metal Gear Solid, tidlige artworks af Metal Gear RAY fra Metal Gear Solid 2: Sons of Liberty og en "photoshoot" tilstand hvor spilleren skal tage billeder af Mei Ling og Naomi. I Japan gav magasinet Famitsu Integral og VR Disc 34 ud af 40 point.
VR disken fra Integral var udgivet som et separat produkt udenfor Japan – i Nordamerika som Metal Gear Solid: VR Missions (udgivet 23. september 1999) og i europa som Metal Gear Solid: Special Missions (udgivet 29. oktober 1999). Når Special Missions læses, vil spilleren blive mødt af en besked der spørger efter en af diskene fra Metal Gear Solid. Hvis disken læses korrekt, kan spilleren derefter indsætte Special Missions disken i konsollen igen og spillet vil starte som normalt. Dette var ikke krævet i den amerikanske VR Missions udgave og den japanske VR Disc. Special Missions kan ikke spilles på før-SCPH-70000 PlayStation 2 konsoller, da de ikke vil kende Metal Gear Solid disken, men senere versioner af konsollen kan godt.
En PC version af Integral blev også udgivet i Europa og Nordamerika i sen 2000 med PocketStation support fjernet. Med en karakter på 83 på Metacritics samlet reviews, blev spillet kritiseret for dets "fejl med grafikken", det aldrene udseende og for at være identisk med PlayStation versionen.

### The Twin Snakes
En remake af det originale Metal Gear Solid med titlen Metal Gear Solid: The Twin Snakes, blev udviklet af Silicon Knights under tilsyn af Hideo Kojima og blev udgivet til Nintendo GameCube i Nordamerika, japan og europa i marts 2004. Imens det meste af Twin Snakes blev uviklet ved Silicon Knights, blev alle cutscener udviklet ved Konami og dirigeret af den japanske film instruktør Ryuhei Kitamura, der reflekterede hans dynamiske signatur stil, bullet-time fotografi og Koreografisk skyderiger. Imens historien og stemningen af det gamle spil blevet bevaret (dog med undtagelse af få citater igennem spillet der blev ændret en smule så de passede mere med de japanske), blev en stor del af gameplay elementer fra Sons of Liberty inkluderet såsom first-person kamera samt mulighed for at hænge og sigte fra objekter. Ligeledes blev Mei Ling, Naomi og Nastashas accenter formindsket i den engelske udgave, såvel blev Ninjas citater genindspillet af Greg Eagles, der stadig gentog rollen som DARPA chefen til Rob Paulsen. Grafikken blev også opdateret til at matche dem fra Metal Gear Solid 2.

## Modtagelse og legende
Metal Gear Solid var en kommerciel succes, med over 6 millioner kopier solgt i verden. Nær udgivelsen, var spillet et af de spil der blev lejet mest, og toppede salgsstatistikerne i England.
Spillet blev modtaget meget positivt af medierne og nogle af de mere fremtrædende spilkritikere. NGamer udtalte "Det er som at spille et kæmpe budgets actionblockbuster, bare bedre". Spilsiden IGN gav spillet 9,8 ud af 10 og sagde "tættere på perfektion end nogle af de andre actiontitler til PlayStation" og kaldte det "smukt, fængslerne og innovativt i hver tænkelig kategori". Brugere og kritikere hos GamePro gav det en karakter på 4,8 ud af 5 og kaldte det "denne sæsons mest bydende spil. Et spil ingen selv-respekterede gamere skal leve uden". Men kritiserede spillets framerate og udtalte at "det ofte kommer i vejen for spillets smukke grafik" og "specialt irriterende er momenter når du zoomer ind med din kikkert og riffelkikkert", spillets korte længde, og kaldte det "det er mere kunst ... end et spil". Spillet fik en pris kaldt "Excellence Award for Interactive Art" i 1998 ved Japan Media Arts Festival.
Metal Gear Solid bliver ofte set som et af de mest kendte spil i "stealth"-genren. Ideen om spilleren er uden våben og skal undgå fjender frem for at at skulle udkæmpe dem er blevet set i mange spil siden. Spillet bliver også ofte nævnt som en film lige så meget som et spil på grund af cutscenernes længde og komplicerede historie. Entertainment Weekly sagde at det "skabte nyt grund for...film-stilet produktion...og stealth-drevet gameplay, hvilket fremmer...at gemme sig i bokse og kravle hen ovre gulve. GameTrailers sagde at det "skabte stealth-genren" og kaldte det "fangende, opfindsom og beskidt". Spillet er ofte set som et af de bedste PlayStation spil, og var på GameFAQs liste over de bedste spil nogensinde, japanske magazin Famitsu, Entertainment Weekly, Game Informer, GamePro, Electronic Gaming Monthly og GameTrailers. Dog er spillets plads på listerne forskellige der går fra en førsteplads, til plads nr. 50.
I 2002 udnævnte IGNs reportere spillet som det bedste PlayStation-spil nogensinde. Forfatter på siden, David Smith, sagde at bare demoen til spillet "havde mere gameplay [i det] end mange udgivet spil". De gav også spillet priser for den bedste slutning og bedste skurk. I 2005 placerede de det på plads 19 på deres liste over "de hundrede bedste spil nogensinde" og udtalte "et spil der virkeligt følte som en film" og at kampene i spillet var "unikke og innovative", og mente at spillet var "skaberen af stealth-genren". I 2010, udnævnte magasinet PC Magazine spillet en syvende plads i deres liste over "de ti mest vigtigste spil nogensinde", og sagde at spillet havde påvirket andre stealth-titler såsom Assassin's Creed og Splinter Cell." I følge 1UP.com, Metal Gear Solids filmisk følelse påvirker stadig moderne actionspil såsom Call of Duty.
Guinness World Records udnævnte Metal Gear Solid med en rekord for den "mest innovative benyttelse af en computerspilskontroller" for spillets boss-kamp imod Psycho Mantis i Guinness World Records: Gamer's Edition 2008 udgave.
Metal Gear Solid var sammen med sin efterfølger, Metal Gear Solid 2: Sons of Liberty, en del af Smithsonian American Art Museums "The Art of Video Games" udstilling, der kørte fra den 16 marts til 30. september 2012.

## Relaterede medier
Et japansk radio drama baseret på Metal Gear Solid var produceret kort tid efter udgivelsen til PlayStation. Dirigeret af Shuyo Murata og skrevet af Motosada Mori blev der i alt afspillet 12 episoder fra 1998 til 1999 i Konamis CLUB db program. Serien blev senere udgivet på to CD'er. Sat efter hvad der skete i PlayStation spillet, er Snake, Meryl, Campbell og Mei Ling (alle spillet af deres japanske lyd-skuespillere) forfølger de missioner i tredjeverdensnationer som FOXHOUND. De nye karakterer der blev introduceret kan nævnes Sgt. Allen Iishiba (med stemme fra Toshio Furukawa) et medlem af Delta Force, der assisterer Snake og Meryl; Col. Mark Cortez (med stemme fra Osamu Saka), en gammel ven af Campbell der kommendere en fiktionel specialenhed; Capt. Sergei Ivanovich (med stemme fra Kazuhiro Nakata), en tidligere ven til Revolver Ocelot fra hans tid i SVR.
I september 2004 begyndte IDW Publishing en serie af Metal Gear Solid tegneserier, skrevet af Kris Oprisko og tegnet af Ashley Wood. Siden 2006, er der blevet udgivet 12 afsnit der fortæller den fulde Metal Gear Solid historie.
Tegneserien blev senere til et PlayStation Portable spil med titlen Metal Gear Solid: Digital Graphic Novel (Metal Gear Solid: Bande Dessinée i Japan). Spillet byder på visuelle forbedringer samt to måder hvorpå spilleren kan få yderligere informationer omkring serien. Når spilleren besøger siderne kan han/hun åbne et "scanne interface" hvor der kan søges efter karakterer og ting i et tre-dimensionalt syn. Opdagelser er tilføjet til en database der kan byttes med andre spillere via Wi-Fi. Den såkaldte "Mission Mode" tillader spilleren at lægge samlet information ind i et bibliotek. Denne information skal være samlet korrekt for at fuldføre en mission. Metal Gear Solid: Digital Graphic Novel blev udgivet i Nordamerika 13. juni 2006, 21. september i Japan og PAL versionen den 22. september. I 2006 fik spillet en pris fra IGN hvor det blev rost for den bedste udnyttelse af lyd til PSP. En DVD version er inkluderet med dets efterfølger (Metal Gear Solid 2: Bande Dessinée), der blev udgivet 12. juni 2008 i Japan. I DVD versionen er der lagt stemmer til.
En novelle baseret på Metal Gear Solid blev skrevet af Raymond Benson og udgivet af Del Rey. De amerikanske paperback versioner blev udgivet 27. maj 2008, og den britiske udgave 5. juni 2008.

### Film
Hideo Kojima bekræftede i 2006 at en film version af Metal Gear Solid var under produktion. Han hentydede også at filmen ville foregå i Alaska, det originale sted fra spillet. Selvom han udtrykte interesse i filmen, vil stemmen til Solid Snake, David Hayter, ikke skrive noget af manuskriptet, blive set i filmen eller dirigere den. Der er dog fans der har startet en underskriftsindsamling hvor de håber at kunne få Hayter til at skrive en del af manuskriptet. Filmens producere håbede at invitere Kurt Wimmer til at skrive filmen, men den endelige afgørelse er endnu ikke blevet annonceret, men DeLuca afviste dette. Ifølge et interview i Nuts magazine har skuespilleren Christian Bale vist interesse i at spille Solid Snake i filmen.

## Fodnoter
1. ↑  "Metal Gear Solid Hits Japan". IGN. 3. september 1998. Hentet 19. maj 2008.
2. ↑  "Metal Gear Countdown Commences". IGN. 19. oktober 1998. Hentet 31. december 2007.
3. ↑  "Metal Gear Solid Integral". Gamespot. Hentet 10. juni 2008.
4. ↑  "Metal Gear Solid Tech Info/Credits". GameSpot. Hentet 7. juli 2007.
5. ↑  "The History of MetalGear - Metal Gear Solid". GameSpot. Arkiveret fra originalen 18. oktober 2006. Hentet 13. juni 2008.
6. ↑  Colonel Campbell: Next-Generation Special Forces led by members of unit FOXHOUND. They've presented Washington with a single demand, and they say that if it isn't met, they'll launch a nuclear weapon. (Metal Gear Solid, Briefing Mode) Konami Computer Entertainment Japan West, 1998
7. ↑  Colonel Campbell: You'll have two mission objectives. First, you're to rescue the DARPA Chief, Donald Anderson, and the president of ArmsTech, Kenneth Baker. They're both being held as hostages. Secondly, you're to investigate whether or not the terrorists have the ability to launch a nuclear strike, and stop them if they do. (Metal Gear Solid, introductory sequence) Konami Computer Entertainment Japan West, 1998
8. 1 2  Big Gaz (15. maj 2003). "Metal Gear Solid 3 Exclusive For Sony". Gameplanet. Arkiveret fra originalen 2. august 2003. Hentet 7. juli 2007.
9. 1 2  "Metal Gear Solid (psx: 1998): Reviews". Metacritic. Arkiveret fra originalen 15. marts 2010. Hentet 7. juli 2007.
10. 1 2  allgame staff. "Metal Gear Solid Integral Overview". Allgame. Hentet 24. oktober 2006.{{cite web}}:  CS1-vedligeholdelse: url-status (link)
11. 1 2  "Metal Gear Solid". Amazon.com. Hentet 15. januar 2007.
12. 1 2  "Metal Gear Solid The Twin Snakes Tech Info/Credits". GameSpot. Arkiveret fra originalen 20. oktober 2012. Hentet 25. oktober 2006.
13. ↑  "Metal Gear Solid". IGN. Hentet 22. oktober 2006.
14. ↑  Kasavin, Greg (2. oktober 2000). "Metal Gear Solid (PC) review". GameSpot. Hentet 7. juli 2007.
15. 1 2 3 4 5 6  Metal Gear Solid instruction manual. Konami. 1999. s. 49. SLES-01370.
16. ↑  Mielke, James. "Metal Gear Solid Strategy Guide". GameSpot. Arkiveret fra originalen 21. december 2006. Hentet 15. november 2006.
17. ↑  House, Matthew. "Metal Gear Solid – Overview". Allgame. Hentet 22. oktober 2006.{{cite web}}:  CS1-vedligeholdelse: url-status (link)
18. ↑  "Metal Gear Solid PC – Instructional Manual" (PDF). Konami / Microsoft. Arkiveret fra originalen (PDF) 27. januar 2007. Hentet 7. juli 2007.
19. ↑  "Yoji Shinkawa's Art Gallery from the official Metal Gear Solid website" (japansk). Konami. 9. juli 1998. Hentet 19. juli 2006.
20. ↑  Hodgson, David S.J. (1998). Metal Gear Solid: Official Mission Handbook. Millennium Publications Inc. s. 142.
21. ↑  Colonel Campbell: Snake, I'm sorry I kept a lot of things from you. (Metal Gear Solid)
22. ↑  "Metal Gear Solid 3: Subsistence website – Metal Gear Saga vol. 1 section". Arkiveret fra originalen 9. april 2006. Hentet 12. januar 2006.
23. 1 2 3 4  Shoemaker, Brad. "GameSpot's The History of MetalGear". GameSpot. Arkiveret fra originalen 18. oktober 2006. Hentet 22. oktober 2006.
24. ↑  Stratosphere. "Metal Gear Solid Brief Synopsis". www.metalgearsolid.org. Arkiveret fra originalen 30. januar 2007. Hentet 22. oktober 2006.
25. ↑  "Master Miller": The cause of death. Didn't the ArmsTech president and the DARPA Chief, I mean Decoy Octopus,… die of something that looked like a heart attack? (Metal Gear Solid)
26. ↑  Liquid Snake: We're both the last surviving sons of Big Boss…
27. ↑  Computer: PAL code number three confirmed. PAL code entry complete… (Metal Gear Solid)
28. ↑  Colonel Campbell: Snake, you've been talking to… "Master Miller": …Me… dear brother. (Metal Gear Solid)
29. ↑  Liquid Snake: It is for this purpose that we were created. Solid Snake: Created? Liquid Snake: Yes, created, Les Enfantes Terrible…the terrible children. Clones of Big Boss
30. ↑  Solid Snake: You mean you had this planned from the beginning? Just to get me to input the detonation code? (Metal Gear Solid)
31. ↑  Solid Snake: Naomi, Liquid died from Fox Die too. (Metal Gear Solid)
32. ↑  Revolver Ocelot: The inferior one was the winner after all... Until the very end, Liquid thought he was the inferior one. (Metal Gear Solid)
33. ↑  Revolver Ocelot: The vector? Yes sir, FoxDie should become activated soon… (Metal Gear Solid)
34. ↑  Hogdson, David. Metal Gear Solid: Official Mission Handbook. Kojima: "Metal Gear" is as it is, and "Solid" has a deep meaning. Let me explain. This time Metal Gear is displayed in full polygonal form, and I used "Solid" to describe the cubic structure. also, the "Solid" means to the third power mathematically. Also, most of the people don't know that there is a Metal Gear 1 and 2 for the MSX, and I wanted it to be the sequel for those. And, of course, Solid from Solid Snake.
35. ↑  GameSpot staff (17. juni 1997). "Metal Gear Solid Comes to the Nintendo 64". GameSpot. Hentet 7. juli 2007.
36. 1 2 3  Bartholow, Peter. "Metal Gear Solid Casts Its Spell". GameSpot. Hentet 7. juli 2007.
37. ↑  Boyer, Crispin. How Real is Metal Gear Solid? Electronic Gaming Monthly, December 1998, p.208
38. ↑  IGN staff (28. april 1998). "More News From Metal Gear Solid Creator". IGN. Hentet 14. november 2006.
39. ↑  IGN staff (12. december 2000). "The Art of Design: MGS2 & Z.O.E." IGN. Hentet 14. november 2006.
40. ↑  IGN staff (15. maj 2000). "E3: Hideo Kojima Interview". IGN. Hentet 13. juli 2007.
41. ↑  Grant. "The Metal Gear Timeline". www.classicgaming.com/metalgear. Arkiveret fra originalen 10. juni 2007. Hentet 14. november 2006.
42. ↑  GameSpot staff (16. oktober 1998). "Metal Gear Gears Up". GameSpot. Hentet 7. juli 2007.
43. ↑  Konami / M2 Presswire (19. oktober 1998). Details announced on massive marketing campaign for Konami's Metal Gear Solid. Pressemeddelelse.
44. ↑  "Metal Gear Solid Game Credits". www.mgsaga.net. Arkiveret fra originalen 28. september 2007. Hentet 23. oktober 2006.
45. ↑  Aoife Ní Fhearraigh. "My Albums". Aoife Ní Fhearraigh. Arkiveret fra originalen 26. august 2001. Hentet 23. oktober 2006. {{cite web}}: Ekstern henvisning i |work= (hjælp)
46. ↑  Justin Shertzer. "Metal Gear Solid Original Game Soundtrack". SoundtrackCentral.com. Hentet 5. januar 2007.
47. ↑  Liam Beatty, red. (1999). Metal Gear Solid – The Official Strategy Guide. Piggyback. s. 148. ISBN 2-913364-07-1.
48. ↑  "Metal Gear Solid Premium Package". NCSX. Arkiveret fra originalen 3. oktober 2013. Hentet 21. oktober 2006.
49. ↑  "Metal Gear Solid Limited Edition Premium Package Scans". Junker HQ. Hentet 9. juni 2008.
50. ↑  "「◆送料無料　METAL GEAR 20th ANNIVERSARY　METAL GEAR SOLID COLLECTION」商品情報 - コナミスタイル" (japansk). Arkiveret fra originalen 2. marts 2009. Hentet 23. december 2011.
51. ↑  "MGS Essential Collection Detailed". IGN.com. 5. februar 2008. Hentet 2008-03-28.
52. ↑  "PLAYSTATION Store - METAL GEAR SOLID - (株)コナミデジタルエンタテインメント" (japansk).
53. ↑  Mielke, James (22. juli 1999). "Metal Gear Solid Integral review". GameSpot. Arkiveret fra originalen 16. august 2007. Hentet 7. juli 2007.
54. ↑  プレイステーション – メタルギアソリッド インテグラル. Weekly Famitsu. No.915 Pt.2. Pg.9. 30 June 2006.
55. ↑  "Metal Gear Solid VR Missions Info". GameFAQs. Hentet 24. oktober 2006.
56. ↑  "Metal Gear Solid Special Missions". Absolute Playstation. Arkiveret fra originalen 23. september 2020. Hentet 9. juni 2008.
57. ↑  "Metal Gear Solid". Amazon.co.uk. Hentet 15. januar 2007.
58. ↑  "Metal Gear Solid (pc:2000): Reviews". Metacritic. Arkiveret fra originalen 26. juli 2007. Hentet 7. juli 2007.
59. ↑  GameSpot staff (30. maj 2003). "Hideo Kojima Q&A". GameSpot. Arkiveret fra originalen 23. marts 2014. Hentet 7. juli 2007.
60. ↑  Shoemaker, Brad (8. marts 2004). "Metal Gear Solid: The Twin Snakes review". GameSpot. Arkiveret fra originalen 6. juli 2013. Hentet 7. juli 2007.
61. ↑  "allgame  ((( Metal Gear Solid > Overview  )))". Allgame. Hentet 26. marts 2008.{{cite web}}:  CS1-vedligeholdelse: url-status (link)
62. ↑  "Konami". Edge Reviews Database. Arkiveret fra originalen 24. december 2008. Hentet 2008-09-17.
63. ↑  "Retro Review — Super Mario 64", Game Informer, Cathy Preston, no. 171, s. 114, juli 2007
64. 1 2  Gerstmann, Jeff (25. september 1998). "Metal Gear Solid (PlayStation) review". GameSpot. Hentet 28. oktober 2006.
65. ↑  "Metal Gear Solid". IGN. Hentet 19. februar 2008.
66. ↑  "Metal Gear Solid - PS". Hentet 18. december 2011.
67. ↑  "Metal Gear Breaks Into Rentals". IGN. 1998-11-19. Hentet 13. januar 2007.
68. ↑  "News: World". Acorn Gaming. 1999-04-09. Hentet 13. januar 2007.
69. ↑  "Ngamer — Review: SMetal Gear Solid". NGamer. Hentet 2008-05-12.
70. ↑  Nelson, Randy (21. oktober 1998). "Metal Gear Solid review". IGN. Hentet 7. juli 2007.
71. ↑  "1998 Japan Media Arts Festival Digital Art (Interactive Art) Excellence Prize Metal Gear Solid". Japan Media Arts Plaza. Arkiveret fra originalen 7. april 2012. Hentet 2007-08-28.
72. ↑  "Sneak Attack". 1up. Arkiveret fra originalen 15. juli 2006. Hentet 15. maj 2008.
73. 1 2  EW staff (2006). "The 100 greatest video games: 21–30". Entertainment Weekly. Hentet 17. november 2006.  (Webside ikke længere tilgængelig)
74. 1 2  "Top Ten Best Games of All Time". GameTrailers. 2006-11-17. Hentet 2008-05-13.
75. ↑  "Fall 2005: 10-Year Anniversary Contest – The 10 Best Games Ever". GameFAQs. Hentet 17. november 2006.
76. ↑  Campbell, Colin (2006-03-03). "Japan Votes on All Time Top 100". Next Generation. Arkiveret fra originalen 23. juli 2008. Hentet 2006-03-11.
77. ↑  "Top 100 Games of All Time". Game Informer. 100: 34. august 2001.
78. ↑  "10 Modern Classics Every Gamer Should Own". GamePro. 200: 49. maj 2005.
79. ↑  EGM staff (2001). "Electronic Gaming Monthly's 100 Best Games of All Time". Arkiveret fra originalen 11. juni 2003. Hentet 17. november 2006.
80. ↑  "The Best Video Games in the History of Humanity". Arkiveret fra originalen 21. september 2010. Hentet 14. maj 2008.
81. ↑  IGN staff (2002-01-22). "Top 25 Games of All Time: Complete List". IGN. Hentet 3. november 2006.
82. ↑  IGN staff. "IGN's Top 100 Games: 11–20". IGN. Arkiveret fra originalen 19. april 2016. Hentet 17. november 2006.
83. ↑  IGN staff. "Reader's Picks Top 10 games: 1–10". IGN. Arkiveret fra originalen 27. januar 2011. Hentet 17. november 2006.
84. ↑  Wilson, Jeffrey L. (11. juni 2010). "7. Metal Gear Solid (1998)". The 10 Most Influential Video Games of All Time. PC Magazine. Arkiveret fra originalen 11. april 2012. Hentet 19. april 2012.
85. ↑  Parish, Jeremy (november 2010). "Games to Play Before You Die: 1UP's staff names the games that define the medium". 1UP.com. Arkiveret fra originalen 28. september 2013. Hentet 13. september 2011.
86. ↑  The Art of Video Games. Retrieved on 26 June 2011.
87. ↑  "DRAMA CD メタルギア ソリッド　Vol.1" (japansk). Hentet 3. august 2006.
88. ↑  "DRAMA CD メタルギア ソリッド　Vol.2" (japansk). Hentet 3. august 2006.
89. ↑  Mori, Motosada (1998). Drama CD Metal Gear Solid Vol.1 (Medienoter). Japan: King Records. {{cite AV media notes}}: Cite har en ukendt tom parameters: |albumlink=, |mbid=, |publisherid= og |notestitle= (hjælp); Ukendt parameter |bandname= ignoreret (hjælp); Ukendt parameter |coauthors= ignoreret (|author= foreslået) (hjælp)
90. ↑  Mori, Motosada (1999). Drama CD Metal Gear Solid Vol. 2 (Medienoter). Japan: King Records. {{cite AV media notes}}: Cite har en ukendt tom parameters: |albumlink=, |mbid=, |publisherid= og |notestitle= (hjælp); Ukendt parameter |bandname= ignoreret (hjælp); Ukendt parameter |coauthors= ignoreret (|author= foreslået) (hjælp)
91. ↑  Shawn Patty. "IDW to Release Metal Gear Solid Comic Book". www.silverbulletcomicbooks.com. Hentet 25. oktober 2006.
92. ↑  "IDW Publishing and Konami Present Metal Gear Solid – The Comic Book". idwpublishing.com. Arkiveret fra originalen 15. marts 2006. Hentet 25. oktober 2006.
93. ↑  "Metal Gear Solid". www.idwpublishing.com. Arkiveret fra originalen 1. september 2006. Hentet 25. oktober 2006.
94. ↑  Surette, Tim (25. januar 2006). "MGS digitally stripped for PSP". GameSpot. Arkiveret fra originalen 29. september 2007. Hentet 7. juli 2007.
95. 1 2  Matthew Rorie. "E3 06: Metal Gear Solid Digital Graphic Novel Exclusive Hands-On". www.gamespot.com. Arkiveret fra originalen 30. september 2007. Hentet 29. oktober 2006.
96. ↑  "Metal Gear Solid: Digital Graphic Novel Info". GameFAQs. Hentet 7. juli 2007.
97. ↑  IGN staff. "PSP: Best Use of Sound". IGN. Arkiveret fra originalen 10. januar 2007. Hentet 12. januar 2007.
98. ↑  "「◆送料無料　METAL GEAR SOLID 2 BANDE DESSINÉE （DVD）」商品情報 - コナミスタイル" (japansk). Arkiveret fra originalen 2. januar 2014. Hentet 9. juni 2012.
99. ↑  Raymond Benson (2008). Metal Gear Solid. Del Rey. s. 336. ISBN 0-345-50328-7.
100. ↑  "Amazon.co.uk: Metal Gear Solid: Raymond Benson: Books". Amazon.co.uk. Hentet 2008-10-06.
101. ↑  Bramwell, Tom (2006-05-02). "Kojima confirms MGS movie". EuroGamer.net. Arkiveret fra originalen 27. september 2007. Hentet 2008-07-25.
102. ↑  "Metal Gear Solid : The Movie". Gamekyo.com. Hentet 2008-07-25.
103. ↑  Stax (2007-05-14). "Metal Gear Solid Movie Exclusive: Will David Hayter be involved?". IGN. Hentet 2008-07-25.
104. ↑  Douglas, Edward (2008-03-13). "EXCL: Kurt Wimmer Adapting Metal Gear Solid?". IGN. Arkiveret fra originalen 16. april 2011. Hentet 2008-07-25.
105. ↑  "''Metal Gear'' Movie Update". Kotaku.com. 2008-05-13. Hentet 2012-04-06.
106. ↑  "Christian Bale in the running to play Solid Snake?". Destructoid. 2007-09-12. Arkiveret fra originalen 10. marts 2012. Hentet 2009-06-03.